# Hot in Herre
Hot in Herre is een single van de  Amerikaanse rapper Nelly uit 2002. Het stond in hetzelfde jaar als derde track op het album Nellyville.

## Achtergrond
Hot in Herre is geschreven door Pharrell Williams, Chad Hugo, Nelly en Chuck Brown en geproduceerd door The Neptunes. Het nummer bevat samples uit drie verschillende nummers: Bustin’ Loose van Chuck Brown, There’s a World van Neil Young en As Tears Go By van Nancy Sinatra (origineel van Marianne Faithfull). In het lied wordt verteld dat de zangers het warm hebben en daarom voorstellen om kleding uit te trekken. De tekst is seksueel getint. De spelling van het woord herre is met een extra r gespeld om te benadrukken dat het erg warm is. Het clubnummer was in de hele wereld in de hitlijsten te vinden. De hoogste positie werd behaald in de Verenigde Staten, waar het op de eerste plaats stond. In Nederland kwam het tot de derde positie in de Mega Top 100 en de vierde positie van de Top 40. In België stond het op de zevende plaats van de Vlaamse hitlijst en op de dertiende in die van Wallonië. Het lied won een Grammy Award voor Best Male Rap Solo Performance.

## Covers
In 2003 coverden Tiga en Jake Shears het lied en kwam daarmee in onder andere Duitsland en Nederland in de hitlijsten. De cover haalde echter bij lange na niet het succes van het origineel. The BossHoss bracht het in 2004 uit als single, maar had hier geen succes mee.